# Павельцево (Московская область)
Па́вельцево — деревня в Клинском районе Московской области России.
Относится к сельскому поселению Петровское, до муниципальной реформы 2006 года относилась к Петровскому сельскому округу. Население — 38 чел. (2010).

## Население
| 1852 | 1859 | 1890 | 1926 | 2002 | 2006 | 2010 |
| ---- | ---- | ---- | ---- | ---- | ---- | ---- |
| 442  | ↘411 | ↗568 | ↘349 | ↘44  | ↘34  | ↗38  |

## Расположение
Находится на автодороге Р107 Клин — Лотошино, примерно в 17 км к юго-западу от города Клина. В деревне одна улица — Зелёная, зарегистрировано три садовых товарищества.
Связана автобусным сообщением с районным центром. Ближайшие населённые пункты — деревни Борихино, Сметанино, Теренино и село Петровское. Рядом протекает небольшая река Лапотня (бассейн Иваньковского водохранилища).

## Исторические сведения
В «Списке населённых мест» 1862 года Павельцова — казённая деревня 1-го стана Клинского уезда Московской губернии по Волоколамскому тракту, в 22 верстах от уездного города, при колодцах, с 81 двором и 411 жителями (205 мужчин, 206 женщин).
По данным на 1890 год входила в состав Петровской волости Клинского уезда, число душ составляло 568 человек.
В 1913 году — 111 дворов, трудовое сельскохозяйственное общество крестьян Петровской волости, зерноочистительные пункты и земское училище.
По материалам Всесоюзной переписи населения 1926 года — центр Павельцевского сельсовета Петровской волости, проживало 349 жителей (164 мужчины, 185 женщин), насчитывалось 85 хозяйств, среди которых 78 крестьянских, организовано кредитное товарищество.
С 1929 года — населённый пункт в составе Клинского района Московской области.